# Elseworld's Finest: Supergirl & Batgirl
Elseworld's Finest: Supergirl & Batgirl es un cómic de Elseworlds estadounidense publicado por la editorial DC Comics, obra de Barbara Kesel, Matt Haley y Tom Simmons.
Se ambienta en un universo alternativo donde Bruce Wayne nunca fue Batman, y el pequeño Kal-El no sobrevivió lo suficiente para convertirse en Superman. La huérfana Barbara Gordon se convierte en la protectora casi dictatorial de Gotham, y Kara Zor-El, como la Chica de Acero, se alía con Lex Luthor y la Sociedad de la Justicia.

## Publicación
El cómic fue publicado por primera vez en Estados Unidos el 30 de septiembre de 1998 por la editorial DC Comics, como parte de la línea Elseworlds, en la que la editorial publica historias alternativas ubicadas en universos paralelos ajenos a la continuidad principal del universo DC. Fue el primer cómic posterior a la publicación de Crisis en Tierras infinitas en unir de nuevo a los personajes de Supergirl y Batgirl.

## Argumento
Barbara Gordon es Batgirl, una luchadora contra el crimen que gobierna Gotham con mano de hierro. Wonder Woman y el resto de la Sociedad de la Justicia han podido hacer un anuncio público en la Arena de Gotham, donde presentan a Supergirl y Lex Luthor a los habitantes de Gotham por primera vez. Lex anuncia sus planes de construir una fábrica en Gotham, empleando a un gran número de sus ciudadanos. Ambush Bug detecta una perturbación y se teletransporta para encontrar al chófer de Luthor siendo atacado con gas por un asaltante desconocido. Batgirl lo detiene antes de que pueda investigar. Al salir de la arena, Lex es secuestrado por el Joker y el profesor Hamilton.
Cuando la noticia del secuestro llega a la JSA, Batgirl se propone salvar a Luthor ella sola. Wonder Woman le dice a Supergirl que no permitirá que ningún metahumano entre en Gotham, pero Supergirl, furiosa, corre a Gotham de todos modos. Batgirl ve a Supergirl como una amenaza para su misión. La confronta, pero Supergirl evita una larga batalla razonando con Batgirl. Mientras tanto, el profesor Hamilton revela que mantiene cautivo a Luthor para revelar al mundo cómo él y Lex descubrieron la batería solar. Afirma que Lex arruinó su vida y reputación al intentar revelar la verdad. El Joker ha estado usando un suero mineral similar a un esteroide (posiblemente una variante del esteroide Venom usado por Bane en la continuidad regular) para aumentar su fuerza y así atraer la atención de Batgirl. Luthor le ofrece empleo al Joker con el incentivo adicional de más minerales en los que Hamilton basó su suero esteroide.
Batgirl y Supergirl comienzan a rastrear al Profesor Hamilton y al Joker. Barbara lleva a Supergirl a una habitación subterránea, revestida de plomo y protegida con una puerta de kriptonita. Batgirl lleva a Kara a una habitación donde descubren el cuerpo del bebé Kal-El, preservado en un tubo de ensayo. Esta es la base del invento de la "batería solar" de Lex, y el descubrimiento enfurece a Supergirl. Lex afirma que temía que Kal-El se volviera peligroso, y por eso lo mató y se hizo amigo de Supergirl cuando llegó a la Tierra. Listo para enfrentar su furia con la fuerza del Joker, Luthor espera mientras Batgirl y Supergirl corren hacia él. Supergirl lucha contra el Joker, pero no puede igualar su fuerza porque el suero de esteroides que ha estado tomando está impregnado de kriptonita. Batgirl no tarda en rescatarla. Kara está a punto de matar a Lex, pero Batgirl la detiene. Se revela que Lex fue quien contrató a Joe Chill para asesinar a los padres de Bruce, lo que significa que también es responsable de la muerte de los padres de Barbara y debe ser llevado ante la justicia. Luthor, Hamilton y el Joker son arrestados, y comienza a crecer una amistad entre Batgirl y Supergirl, hasta el punto de que Kara llega sin uniforme a la última firma de libros de Barbara.

## Recepción
El sitio web TV Tropes destacó la presencia femenina en la obra, con Kara Zor-El y Barbara Gordon siendo las protagonistas centrales de la obra, mientras que Wonder Woman lidera a la Sociedad de la Justicia de América, de la que también forman parte la Chica Halcón y la Doctora Medianoche.
Por su parte, F.T. Wolf, escribiendo para Let's Talk About, consideró que Elseworld's Finest: Supergirl & Batgirl era un gran cómic, que aprovechaba a dos heroínas con visiones opuestas del mundo para que ambas aprendieran mutuamente y evolucionaran para ser mejores personas, si bien mencionó que la historia se sentía a veces demasiado acelerada al querer contar mucho en pocas páginas.